# Sigmophoranema brevispiculatum
Sigmophoranema brevispiculatum är en rundmaskart som först beskrevs av John Inglis 1963.  Sigmophoranema brevispiculatum ingår i släktet Sigmophoranema och familjen Desmodoridae. Inga underarter finns listade i Catalogue of Life.